# Pilha C

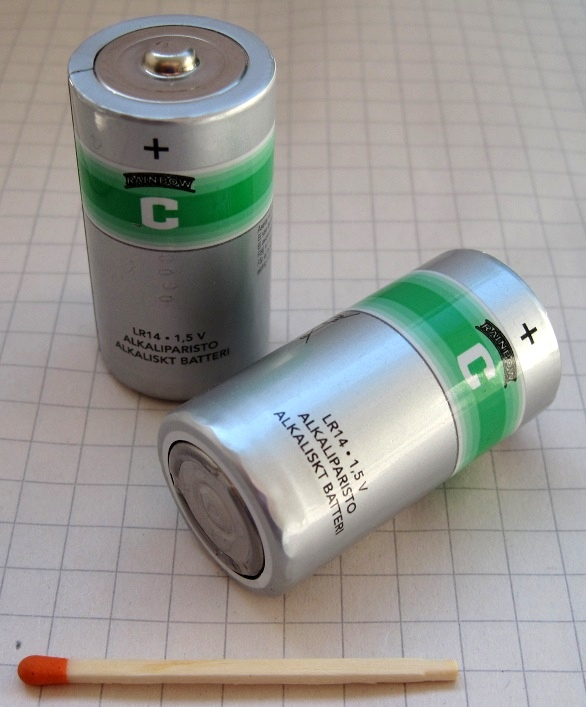
Duas pilhas C.

A pilha C ou pilha R14 é um padrão de pilha que tem 50 mm de comprimento e 26,2 mm de diâmetro, foi criado na década de 1920. Sua tensão elétrica depende de sua composição química, a voltagem nominal é de 1,5 V, pilhas C alcalinas podem armazenar até  8.000 mAh, as recarregáveis de níquel-hidreto metálico (NiMH) até 6.000 mAh, e as de níquel-zinco (NiZn) até 3.800 mAh. É comumente utilizada em aparelhos com consumo médio de energia.